# اچ‌ام‌اس دروری (کی۳۱۶)
اچ‌ام‌اس دروری (کی۳۱۶) (به انگلیسی: HMS Drury (K316)) یک کشتی است که طول آن ۲۸۹٫۵ فوت (۸۸٫۲ متر) می‌باشد. این کشتی در سال ۱۹۴۲ ساخته شد.